# Herrenhaus Klingewalde

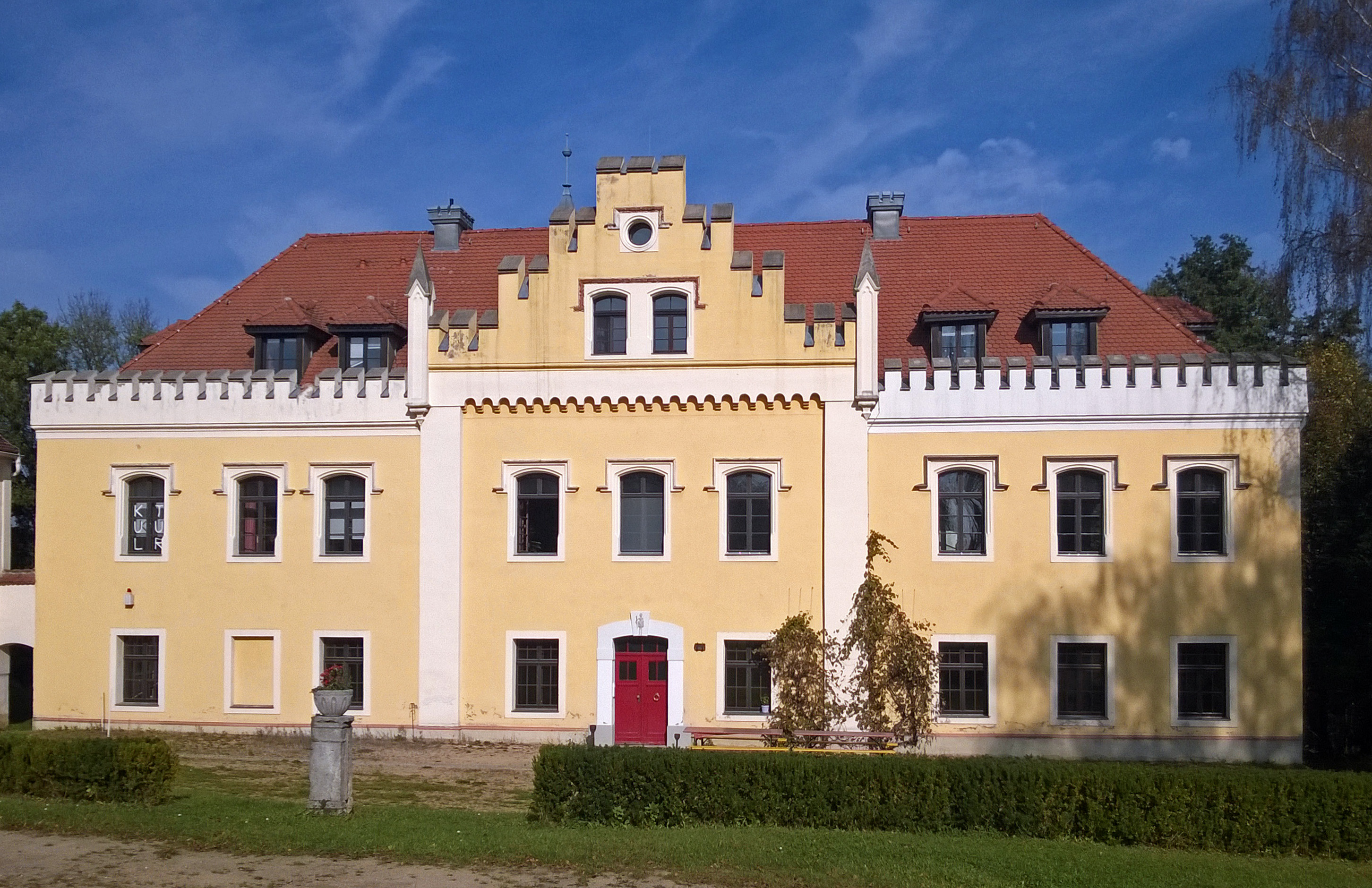
Herrenhaus Klingewalde, Hofseite (2014)

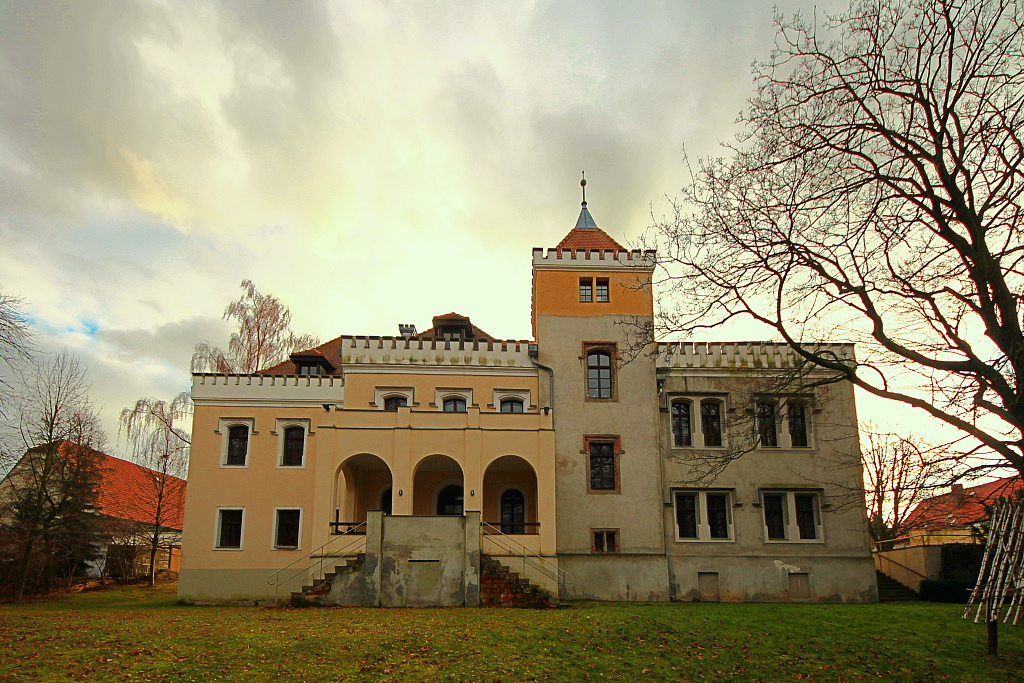
Herrenhaus Klingewalde, Parkseite (2011)

Das Herrenhaus Klingewalde ist ein Herrenhaus im Ortsteil Klingewalde der Stadt Görlitz in der sächsischen Oberlausitz. Das Haupthaus des früheren Rittergutes Klingewalde steht unter Denkmalschutz.

## Geschichte und Architektur
Das Gut Klingewalde wurde 1581 als Vorwerk erwähnt und vor 1649 zum Rittergut ernannt. Das Herrenhaus wurde im 16. Jahrhundert errichtet und im 18. Jahrhundert barockisiert. Ein weiterer Umbau erfolgte im Jahr 1854, seitdem hat das Herrenhaus sein heutiges Erscheinungsbild. Nach dem Ende des Zweiten Weltkrieges waren Heimatvertriebene aus den deutschen Ostgebieten in dem Herrenhaus untergebracht, von 1953 bis 1985 diente das Gebäude als Pflegeheim. Danach stand das Herrenhaus Klingewalde aufgrund von Baufälligkeit zeitweise leer. Zwischen 1992 und 1999 wurde das Bauwerk saniert. Heute wird das ehemalige Herrenhaus durch die Hochschule Zittau/Görlitz genutzt, des Weiteren sind die Internationale Sommerschule der Künste und ein Wissenschaftskolleg in dem Gebäude untergebracht.
Das Herrenhaus hat einen spätbarocken Baukörper, das zweigeschossige Gebäude ist mit einem Zinnenkranz versehen. Die Fassade zur Hofseite ist neunachsig mit einem hervorgehobenen Mittelrisalit, der mit einem Treppengiebel bekrönt wird. Im oberen Teil des Risaliten befindet sich eine Fassadengliederung aus Rundbogenfries sowie zwei Ecktürmchen. Die Fenster im Obergeschoss sind stichbogig. Auf der Parkseite befindet sich eine zweiläufige Freitreppe zu einer Terrasse mit Rundbogenfenstern. Links davon ist ein viereckiger, dreigeschossiger Turm mit Zinnenkranz und Zeltdach angebaut. Der Hauptbaukörper des Schlosses ist mit einem Walmdach überzogen.